# Aguéievo (Mordòvia)
|  | Per a altres significats, vegeu «Aguéievo». |

Aguéievo (en rus: Агеево) és un poble de la República de Mordòvia, a Rússia, segons el cens del 2010 tenia 66 habitants, pertany al districte de Témnikov. Es troba a 15 km a l'est de Témnikov, la capital del districte.